# 皮埃尔-让·德·贝朗瑞
皮埃尔-让·德·贝朗瑞（發音：[pjɛʁ ʒɑ̃ də beʁɑ̃ʒe] ⓘ；1780年8月19日—1857年7月16日），是十九世纪法国革命民主主义诗人。

## 生平
1780年8月19日上午6点出生于巴黎蒙托格伊路祖父的裁缝阁楼里。虽然他在姓氏中使用了“德”，但他实际上并不是贵族。他的父亲是佩罗讷附近弗拉米库尔村的平民。
少年时代深受共和主义思想的影响，尝试诗歌创作。复辟王朝时期曾猛烈抨击君主专制，在1821年和1828年因出版书籍而遭到监禁和罚款。1848年巴黎二月革命后，选入制宪议会，不久退出政治生活。1857年逝世，被埋葬在拉雪兹神父公墓。

## 中文译本
- . 由沈宝基翻译. 1958年. ASIN B00AZF32Y6.
- 彼埃尔·让·德·贝朗瑞. 由徐知免翻译. . 世界文学. 1964年, (5): 23–30. ISSN 0583-0206.

## 扩展阅读
- 汤匀. . 法国研究. 1986年, (第1期). ISSN 1002-0888.
- 王南方. . 云梦学刊. 1984年, (Z1): 107–110. ISSN 1006-6365.